# Vier Impressies (Van Lijnschooten)
Vier Impressies is een compositie voor harmonieorkest of fanfareorkest van de Nederlandse componist Henk van Lijnschooten. Dit werk is opgedragen aan de jeugd van het Maaslands Harmonieorkest en haar dirigent Wim Vos.
Het werk is op cd opgenomen door het Melomaan Ensemble.